# Dendrobium stelidiiferum
Dendrobium stelidiiferum är en orkidéart som beskrevs av Johannes Jacobus Smith. Dendrobium stelidiiferum ingår i släktet Dendrobium, och familjen orkidéer.
Artens utbredningsområde är Sumatera. Inga underarter finns listade i Catalogue of Life.